# Könige des Sommers
Könige des Sommers (französisch Vingt Dieux, „Zwanzig Götter“) ist eine französische Filmkomödie der Regisseurin und Drehbuchautorin Louise Courvoisier aus dem Jahr 2024. Das Langfilmdebüt der Regisseurin spielt in der Juraregion in Frankreich und behandelt typische Themen des Coming-of-Age-Films wie Familie, Freundschaft und erste Liebe. Der Film feierte seine Premiere auf dem Cannes Film Festival 2024 in der Sektion „Un Certain Regard“ und wurde dort mit dem Youth Award ausgezeichnet.

## Handlung
Der 18-jährige Totone verbringt seine Tage sorglos mit seinen Freunden Jean-Yves und Francis mit Flirts, Alkohol und gelegentlichen Prügeleien mit der Jugend vom Nachbardorf. Auf der Heimfahrt von einem Dorffest verunglückt Totones Vater tödlich und Totone muss plötzlich die alleinige Verantwortung für seine kleine Schwester Claire übernehmen. Den Job als Reinigungskraft bei einer Käserei verliert er bald wieder, weil er sich von einem Arbeitskollegen, dem Totone bei früherer Gelegenheit die Freundin ausspannen wollte, zu Handgreiflichkeiten provozieren lässt. Die Schwester seines Widersachers, Marie-Lise, die, ebenfalls jung verwaist, nun als Milchbäurin den elterlichen Hof betreibt, ist Totone aber freundlicher gesinnt und bringt ihn mit ihrer besonders hochwertigen Milch, mit der letztes Jahr der beste Käse der Region erzeugt wurde, auf eine Idee: Totone will nun doch die Käserei des Vaters übernehmen und selbst die 30.000 Euro Preisgeld für den besten Comté gewinnen. Damit er den bereits zur Schuldtilgung veräußerten Traktor zurückkaufen kann, verkauft Totones Freund Jean-Yves sein liebevoll auffrisiertes Stock-Car. Und weil Sieger-Käse nur mit Sieger-Milch produziert werden kann, beginnt Totone eine Romanze mit Marie-Lise, um sie mit Schäferstündchen abzulenken, während seine Freunde Jean-Yves und Francis bei ihr einbrechen, um die Milch abzuzapfen.
Bei der Käse-Erzeugung muss Totone viele Rückschläge verwinden – besonders das Herausheben der heißen Käse-Masse aus dem Kessel mit einem Tuch bereitet Schwierigkeiten. Totone braucht nach jedem Fehlversuch neue Milch und so häufen sich die Besuche bei Marie-Lise. Aus dem anfänglichen Opportunismus entwickeln sich bald tiefere Gefühle, die Totone allerdings nicht davon abhalten, Marie-Lise weiterhin zu bestehlen. Eines Abends hat sie jedoch keine Zeit für ihn, da sie bei einer trächtigen Kuh wachen muss. Totone bietet ihr an, sich bei der Wache mit ihr abzuwechseln. Kaum ist Marie-Lise eingeschlafen, beginnt die Kuh zu kalben, und Totone muss sich entscheiden: sich mit der Milch aus dem Staub machen oder wie versprochen Marie-Lise wecken? Totone stiehlt zwar wieder den Schlüssel zur Milchkammer und lässt seine Freunde herein, kehrt aber selbst zu Marie-Lise zurück und hilft ihr, sich um die kalbende Kuh zu kümmern. Währenddessen kommen Marie-Lises Brüder nach Hause und stellen die Einbrecher. Es kommt zu einer Schlägerei zwischen Marie-Lises Brüdern und Totones Freunden, doch Totone wirft sich dazwischen. Daraufhin kündigt ihm Jean-Yves die Freundschaft. Auch Marie-Lise will ihn nicht mehr sehen.
Totone gelingt es schließlich mit der Hilfe seiner kleinen Schwester, seinen Käse fertig zu stellen. Beim Versuch, sich für den Wettbewerb anzumelden, erfährt er aber, dass dafür nur zertifizierte Betriebe zugelassen sind. Totone bricht also ein letztes Mal bei Marie-Lise ein und hinterlässt ihr seinen Käse als Versöhnungsgeschenk. Beim Stock-Car-Rennen springt er auf die Fahrbahn, um Jean-Yves zu helfen, sein Stock-Car nach einem Überschlag wieder fahrtüchtig zu machen. Jean-Yves gewinnt den Bewerb und Totone schickt Claire zu ihm, um seinen Triumph mit ihm zu feiern. Er macht sich allein auf den Heimweg, trifft aber beim Ausgang des Geländes Marie-Lise, die ihm freudig zuruft und sichtlich bereit ist, ihm zu vergeben.

## Entstehung und Veröffentlichung
Louise Courvoisier, die selbst in der Region Bourgogne-Franche-Comté aufgewachsen ist, drehte den Film in ihrer Heimatregion. Während Favreau und Barthélémy professionelle Schauspieler sind, wurden die übrigen Rollen mit Laiendarstellern besetzt.

## Rezeption
Der Film erfuhr überwiegend positive Kritiken, die besonders die authentische Darstellung des ländlichen Lebens und die gelungene Balance zwischen Drama und Komödie hervorhoben.
Stephen Saito von The Moveable Fest zog in seiner Kritik Parallelen zwischen der Beziehung von Totone und Marie-Lise und Courvoisiers künstlerischem Ansatz. Die Liebesgeschichte sei „ebenso von Pragmatismus wie von echter Zuneigung geprägt“, während der Film selbst sich bewusst an vertraute erzählerische Mechanismen halte, um Raum für ein behutsames Drama zu schaffen.
Oliver Armknecht (film-rezensionen.de) sah den Film als erfrischenden Gegenentwurf zu den üblichen Dramen über die europäische Landwirtschaftskrise. Während die Ausgangssituation durchaus düster sei, entwickele sich der Film zu einem überwiegend gutgelaunten Werk mit vielen humoristischen Szenen. Besonders lobte er Courvoisiers kenntnisreiche und realistische Darstellung landwirtschaftlicher Prozesse, wie etwa der Geburt eines Kalbes und der Käseherstellung, und die natürliche Ausstrahlung des Laienensembles.
Kirsten Taylor vom Filmdienst erkannte zwar gewisse Anklänge an Fremdenverkehrswerbung, etwa in einer Szene, in der Totone und Claire zusammen mit Touristen einer detaillierten Erklärung zur Hartkäseherstellung lauschen. Dennoch schätzte sie die Käseproduktion als gelungenes erzählerisches Element, das nicht nur zur Verankerung der Geschichte in der Realität beitrage, sondern auch Tontons persönlichen Reifeprozess symbolisiere. Taylor betonte die unsentimental gehaltene Erzählweise des Films, die dennoch von großer Zärtlichkeit und Humor im Umgang mit den Figuren geprägt sei.
| Preis / Film Festival | Kategorie                       | Empfänger                                 | Ergebnis  |
| --------------------- | ------------------------------- | ----------------------------------------- | --------- |
| Cannes Film Festival  | Un Certain Regard               | Könige des Sommers                        | Nominiert |
| Cannes Film Festival  | Un Certain Regard – Youth Prize | Könige des Sommers                        | Gewonnen  |
| Cannes Film Festival  | Camera d’Or                     | Könige des Sommers                        | Nominiert |
| Louis Delluc Prize    | Bestes Debüt                    | Könige des Sommers                        | Nominiert |
| Lumière Awards        | Bester Nachwuchsdarsteller      | Clément Faveau                            | Gewonnen  |
| Lumière Awards        | Bester Nachwuchsdarstellerin    | Maïwène Barthélemy                        | Nominiert |
| Lumière Awards        | Bestes Debüt                    | Könige des Sommers                        | Gewonnen  |
| César                 | Beste Filmusik                  | Charlie Courvoisier und Linda Courvoisier | Nominiert |
| César                 | Bestes Originaldrehbuch         | Louise Courvoisier und Théo Abadie        | Nominiert |
| César                 | Beste Nachwuchsdarstellerin     | Maïwène Barthélemy                        | Gewonnen  |
| César                 | Bestes Erstlingswerk            | Könige des Sommers (Vingt Dieux)          | Gewonnen  |